# Wirus Coxsackie
Wirus Coxsackie, koksakiwirus – takson wirusów litycznych z rodziny Picornaviridae, rodzaju Enterovirus (do którego należą też wirusy polio i ECHO), dzielący się na dwie grupy: Coxsackie A (23 znane wirusy) i Coxsackie B (6 wirusów).

## Chorobotwórczość
Wirus Coxsackie występuje na całym świecie, ale głównie w rejonach tropikalnych, w klimacie umiarkowanym w porze ciepłej. Wirus może wywołać:
- chorobę gardła zwaną anginą opryszczkową;
- biegunkę niemowląt;
- zdarza się, że wirus może spowodować zapalenie mięśnia sercowego;
- zapalenie płuc u niemowląt;
- zapalenie opon mózgowo-rdzeniowych;
- zapalenie spojówek;
- zapalenie wątroby[4].

## Odkrycie
Wirus Coxsackie został po raz pierwszy opisany w 1948 roku podczas badań nad polio. Jego nazwa pochodzi od miasta Coxsackie w stanie Nowy Jork, gdzie został wyizolowany po raz pierwszy.